# Кноррендорф
Кноррендорф (нем. Knorrendorf) — община в Германии, в земле Мекленбург-Передняя Померания.
Входит в состав района Деммин. Подчиняется управлению Штафенхаген.  Население составляет 665 человек (на 31 декабря 2010 года). Занимает площадь 28,51 км².
Коммуна подразделяется на 6 сельских округов.